# Bezděkov (ort i Tjeckien, Plzeň)
Bezděkov är en ort i Tjeckien.   Den ligger i regionen Plzeň, i den västra delen av landet, 120 km sydväst om huvudstaden Prag. Bezděkov ligger 415 meter över havet och antalet invånare är 871.
Terrängen runt Bezděkov är kuperad västerut, men österut är den platt. Runt Bezděkov är det ganska tätbefolkat, med 62 invånare per kvadratkilometer. Närmaste större samhälle är Klatovy, 5,2 km öster om Bezděkov. Trakten runt Bezděkov består till största delen av jordbruksmark.